# 8539 Лабан
8539 Лабан (8539 Laban) — астероїд головного поясу, відкритий 19 березня 1993 року.
Тіссеранів параметр щодо Юпітера — 3,266.